# TWICELAND (電影)
《TWICELAND》為韓國女子音樂組合TWICE的演唱會電影。

## 劇情
紀錄了TWICE的第二次世界巡迴演唱會《TWICELAND ZONE 2 : Fantasy Park》公演實況，還有TWICE在海外巡演時拍下的幕後花絮。

## 特色
本作為TWICE出道後第一部演唱會電影，也是JYP娛樂中第一個上映演唱會電影的女團。在全韓 50 座 CGV ScreenX 電影院獨家上映，以三面螢幕打造出立體的臨場感。